# Pseudonapomyza odessae
Pseudonapomyza odessae är en tvåvingeart som beskrevs av Cerny 1998. Pseudonapomyza odessae ingår i släktet Pseudonapomyza och familjen minerarflugor. Inga underarter finns listade i Catalogue of Life.